# Station Walkenried
Station Walkenried (Bahnhof Walkenried) is een spoorwegstation in de Duitse plaats Walkenried, in de deelstaat Nedersaksen. Het station ligt aan de spoorlijn Northeim - Nordhausen.

## Indeling

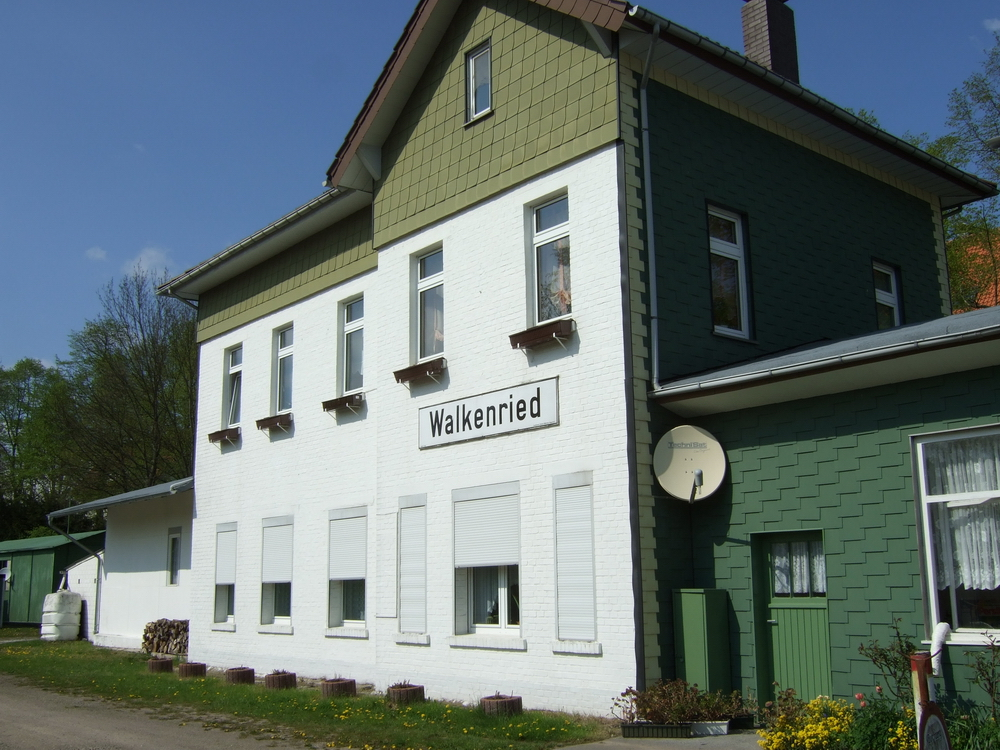
Het stationsgebouw van de smalspoorlijn richting Braunlage (2008)

Het station beschikt over twee zijperrons, die niet zijn overkapt maar voorzien van abri's. Het tweede zijperron ligt tussen spoor 1 en spoor 2 en is via een overpad vanaf het eerste perron te bereiken. Vroeger lag het station een paar meter westelijker ter hoogte van het oude stationsgebouw. Toen het station werd opgekapt is het verplaatst richting de straat Bahnhofstraße, waardoor het beter aansluit op de parkeervoorzieningen en dichter bij het centrum van Walkenried ligt. Er was nog een tweede station Walkenried aan de smalspoorlijn richting Braunlage. Dit station had ook zijn eigen gebouw. Aan de noordzijde van de sporen bevinden zich een parkeerterrein, een fietsenstalling en een bushalte.

## Verbindingen
De volgende treinseries doen het station Walkenried aan:
| Serie | Treinsoort                   | Route                                                                                                   | Bijzonderheden                                                         |
| ----- | ---------------------------- | --- | ---------------------------------------------------------------------- |
| RB 80 | Regionalbahn (DB Regio Nord) | Göttingen – Northeim (Han) – Herzberg (Harz) – Bad Lauterberg im Harz Barbis – Walkenried – Nordhausen  | Eenmaal per twee uur                                                   |
| RB 81 | Regionalbahn (DB Regio Nord) | Nordhausen – Walkenried – Bad Lauterberg im Harz Barbis – Herzberg (Harz) – Northeim (Han) – Bodenfelde | Eenmaal per twee uur; versterkingsritten tussen Bodenfelde en Northeim |